# Cabiao
Cabiao è una municipalità di terza classe delle Filippine, situata nella Provincia di Nueva Ecija, nella regione di Luzon Centrale.
Cabiao è formata da 23 baranggay:
- Bagong Buhay
- Bagong Sikat
- Bagong Silang
- Concepcion
- Entablado
- Maligaya
- Natividad North (Pob.)
- Natividad South (Pob.)
- Palasinan
- Polilio
- San Antonio
- San Carlos

- San Fernando Norte
- San Fernando Sur
- San Gregorio
- San Juan North (Pob.)
- San Juan South (Pob.)
- San Roque
- San Vicente
- Santa Ines
- Santa Isabel
- Santa Rita
- Sinipit